# Морейра, Зезе
Алфредо Морейра Жуниор (порт. Alfredo Moreira Júnior; 16 октября 1907, Мирасема, Рио-де-Жанейро — 10 апреля 1998, Рио-де-Жанейро), более известный под именем Зезе Морейра (порт. Zezé Moreira) — бразильский футболист, защитник и тренер, руководил сборной Бразилии, брат других известных тренеров, Айморе Морейры и Айртона Морейры.

## Карьера
В качестве игрока выступал за «Спорт» из Рио-де-Жанейро, «Палмейрас», «Фламенго» и «Ботафого».
После окончания карьеры стал известнейшим тренером, выиграл Кубок Либертадорес в 1976 году с «Крузейро», руководил сборной Бразилией на чемпионате мира 1954, выиграл со сборной Бразилией Панамериканский чемпионат в 1952 году и Кубок Рио-Бранко, с «Ботафого» выиграл чемпионат Рио в 1948, а с Флуминенсе в 1951 и 1959, чемпионат Сан-Паулу выиграл в 1970 с одноименным клубом.

## Достижения
- Победитель Лиги Кариока: 1948, 1951, 1959
- Обладатель Кубка Рио: 1952
- Чемпион Панамерики: 1952
- Победитель турнира Рио — Сан-Паулу: 1960, 1966
- Чемпион Уругвая: 1963, 1969
- Обладатель Кубка Гуанабара: 1965
- чемпион штата Сан-Паулу: 1970
- Чемпион штата Минас-Жерайс: 1975
- Обладатель Кубка Либертадорес: 1976
- Чемпион штата Баия: 1978, 1979